# Verordnung (EU) 2016/399 (Schengener Grenzkodex)
Der Schengener Grenzkodex ist eine Verordnung der Europäischen Union. Sie regelt den Grenzübertritt an den Binnen- und Außengrenzen des so genannten Schengen-Raums und verdrängt in weiten Bereichen die nationalen Rechtsvorschriften der Anwenderstaaten über den Grenzübertritt und die Modalitäten der Grenzkontrolle.
Die Verordnung ist ein sogenannter kodifizierter Text. Mit ihr wird die ursprüngliche Verordnung (EG) Nr. 562/2006 gleichen Namens neu gefasst. Dabei werden sechs Änderungsverordnungen und eine Änderung des Beitrittsvertrags von Kroatien berücksichtigt. Die Bestimmungen werden neu nummeriert. Eine Konkordanztabelle findet sich in Anhang X.

## Geltungsbereich

Die Staaten des Schengenraums:
Schengenmitglieder (EU)
Schengenmitglieder (EFTA)
Kleinstaaten mit einer Politik der offenen Grenze (AND / MC / SM / VA)
Schengener Abkommen noch nicht implementiert (CY)
Kooperierende Staaten (IRL)

Die Verordnung ist zwar eine Rechtsvorschrift der Europäischen Union; ihr Geltungsbereich deckt sich aber nicht mit dem Hoheitsgebiet der Mitgliedstaaten der Europäischen Union. Die Verordnung galt nicht in Großbritannien und gilt nicht in Irland, die sich an der Übernahme gemeinsamer Einreise- und Grenzüberwachungsbestimmungen nicht beteiligt haben bzw. sich nicht beteiligen. Dänemark hat sich vorbehalten, die Übernahme solcher Bestimmungen durch Einzelfallentscheidungen zu beschließen, hat dies für den Schengener Grenzkodex und die bisherigen hierzu ergangenen Änderungsverordnungen auch getan. Norwegen und Island sind über Assoziierungsabkommen dem Schengen-Besitzstand verbunden und haben sich verpflichtet, den Inhalt der Regelungen in ihr nationales Recht zur transformieren. Dasselbe gilt für Liechtenstein und die Schweiz. Rumänien und Bulgarien wenden den Grenzkodex seit 31. März 2024 an. Zypern ist grundsätzlich Anwender der Verordnung; die Personenkontrollen von und zu diesem Staat seitens anderer Schengenstaaten sind jedoch noch nicht entfallen.
Nicht immer sind alle Teilnehmerländer mit ihrem gesamten Hoheitsgebiet Mitglied des Schengen-Raums und somit auch des Grenzkodex. Wegen der diversen Ausschlüsse → Schengen-Raum.

## Inhalt der Verordnung
Die Verordnung gliedert sich in einen allgemeinen Teil (Titel I), einen Abschnitt über das Regime an den Außengrenzen des Schengen-Raums (Titel II), einen Abschnitt über die Modalitäten an den Binnengrenzen (Titel III) und einen Abschnitt mit Schlussbestimmungen (Titel IV).
Titel I mit den allgemeinen Vorschriften enthält neben Begriffserklärungen (Artikel 2) eine Klarstellung über den Anwendungsbereich (Artikel 3). Der Schengener Grenzkodex findet unbeschadet der Regeln über die europarechtliche Freizügigkeit der EU-Bürger und der besonderen Regelungen über die Aufnahme von Flüchtlingen auf alle Personen, die die Grenzen überschreiten, Anwendung. Hierdurch wird klargestellt, dass die Privilegierungen für EU- und EWR-Bürger einschließlich Schweizer Bürgern nicht eingeschränkt werden, diese Bürger aber nicht verlangen können, unkontrolliert zu bleiben. Flüchtlinge, die um Aufnahme suchen, müssen aufgrund internationalen Rechts aufgenommen werden; für sie gelten beispielsweise die allgemeinen Einreisevoraussetzungen (Nationalpass, ggf. Visum und Nachweis der Lebensunterhaltssicherung) nicht. Sie sind aber den Beschränkungen für Schutzsuchende (z. B. Zuweisung an einen bestimmten Aufenthaltsort, Verpflichtung zum Wohnen in einer Gemeinschaftsunterkunft, Residenzpflicht) unterworfen.
Artikel 4 verweist auf den Vorrang der EU-Grundrechtecharta und der Genfer Flüchtlingskonvention in Anwendung der Verordnung.

## Grenzkontrollen an den Außengrenzen des Schengen-Raums
Kernstück der Verordnung sind die Artikel 5 bis 14. Sie legen die Einreisevoraussetzungen für das Betreten des Schengen-Raums fest.

### Allgemeine Einreisevoraussetzungen
Die Außengrenzen des Schengen-Raums dürfen grundsätzlich nur an zugelassenen Grenzübergangsstellen überschritten werden (Artikel 5).
Artikel 6 legt die allgemeinen Einreisevoraussetzungen für Drittstaatsangehörige (hier in der Bedeutung von allen Bürgern, die nicht Staatsangehörige der EU, des EWR oder der Schweiz einschließlich ihrer Familienangehörigen mit Drittstaatsangehörigkeit sind) fest. Für solche Personen, die planen, sich für nicht länger als 90 Tage in einem 180-tägigen Zeitraum im Schengen-Raum aufzuhalten, sind dies (vgl. Artikel 6 Absatz 1):
- gültiges Reisedokument (in der Regel der Nationalpass),
- gültiges Schengen-Visum (soweit Visumpflicht nach der Verordnung (EU) 2018/1806 (EU-Visum-Verordnung) besteht) oder, im Falle von Visumpflicht, anstelle des Visums ein gültiger Aufenthaltstitel oder ein nationales Visum,
- Nachweis des Reisezwecks und ausreichender Mittel zur Bestreitung des Lebensunterhalts,
- keine Ausschreibung zur Einreiseverweigerung im Schengener Informationssystem (SIS),
- keine Gefahr für die öffentliche Ordnung, die innere Sicherheit, die öffentliche Gesundheit oder die internationalen Beziehungen eines Mitgliedstaates.

Wer einen Aufenthaltstitel oder ein Visum für einen längerfristigen Aufenthalt eines anderen Mitgliedstaats, als dem besitzt, in den er einreisen will, dem wird die Einreise zum Zwecke der Weiterreise in diesen Mitgliedstaat gestattet, auch wenn nicht alle vorstehenden Voraussetzungen erfüllt sind; es sei denn, für den Betroffenen besteht ein nationales Einreiseverbot (Artikel 6 Absatz 5 Buchstabe a).

### Keine Diskriminierung bei der Grenzabfertigung
Artikel 7 verpflichtet zu einer hinsichtlich des Geschlechts, der Rasse, der ethnischen Herkunft, der Religion und der Weltanschauung nicht diskriminierenden Grenzübertrittskontrolle unter Wahrung der Menschenwürde. Die getroffenen Maßnahmen unterliegen dem Gebot der Verhältnismäßigkeit der Mittel.

### Umfang der grenzpolizeilichen Überprüfung, Einführung von Kontrollspuren

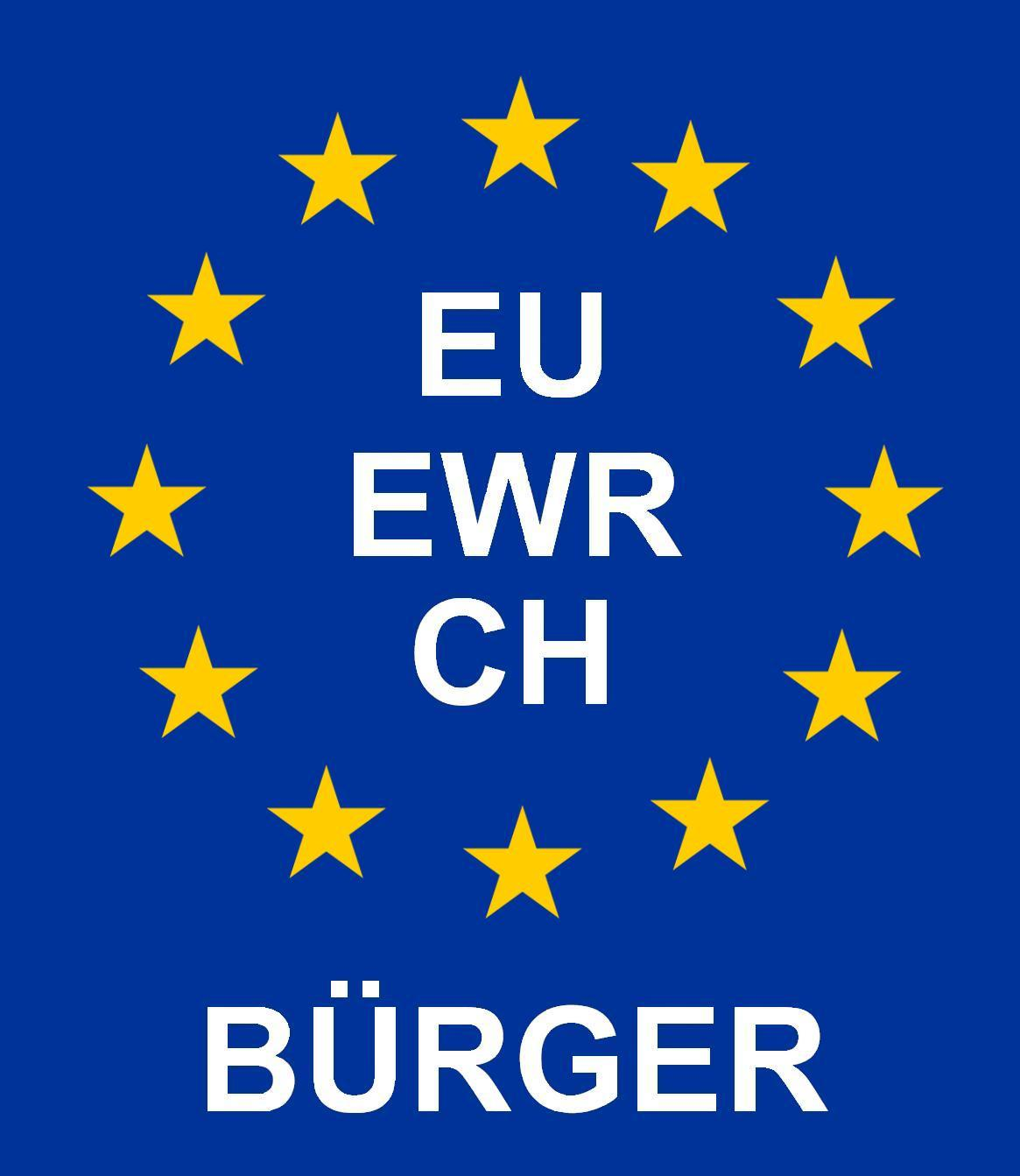
Kennzeichnung der Einreisespur für freizügigkeitsberechtigte EU-, EWR- und Schweizer Bürger nach Artikel 10

Artikel 8 legt den Umfang der Grenzkontrollen fest. Bei Personen, die Freizügigkeit genießen (neben den Staatsangehörigen des Schengen-Raums und ihren Familienangehörigen gehören hierzu auch die Bürger Irlands und ihre Familienangehörigen, auch wenn sie nicht die irische Staatsangehörigkeit besitzen), beschränkt sich die Kontrolle in der Regel auf eine Mindestkontrolle, die in einer Identitätsprüfung anhand des vorgelegten Reisedokumentes besteht, bei der das Dokument auch auf Fälschungsmerkmale überprüft wird.
Bei allen anderen Personen, den sog. Drittstaatsangehörigen, findet bei der Einreise eine eingehende Überprüfung im Hinblick auf die in Artikel 6 genannten Anforderungen statt. Bei der Ausreise wird unter anderem kontrolliert, ob die Höchstaufenthaltsdauer nicht überschritten ist.
Ausnahmsweise dürfen die Grenzkontrollen bei starkem Andrang gelockert werden (Artikel 9).
Um den verstärkten Anforderungen bei der Kontrolle von Drittstaatsangehörigen Rechnung zu tragen, müssen an den Grenzen besondere Kontrollspuren für Freizügigkeitsberechtigte eingerichtet werden (Artikel 10), um diesen eine zügige Einreise zu ermöglichen.

### Systematische Abstempelung der Pässe von Drittstaatsangehörigen bei der Ein- und Ausreise

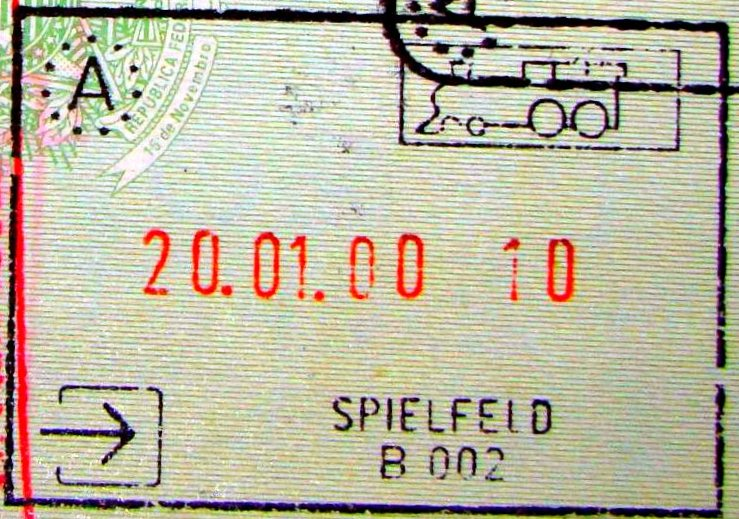
Grenzkontrollstempel einer Einreise über den Eisenbahngrenzübergang Spielfeld (Österreich). Dieser Stempel wird heute nicht mehr verwendet, weil nach dem Beitritt Sloweniens zum Schengen-Raum diese Grenze zur Schengen-Binnengrenze geworden ist.

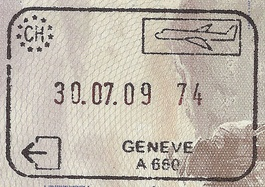
Grenzkontrollstempel einer Ausreise aus dem Schengen-Raum über den Genfer Flughafen. Der aus dem Raum weisende Pfeil links unten belegt einen Ausreisevorgang.

Nach Artikel 11 müssen die Reisedokumente von Drittstaatsangehörigen nicht nur bei der Einreise, sondern auch bei der Ausreise systematisch abgestempelt werden. Von dieser Verpflichtung werden die Grenzkontrollstellen auch bei starkem Andrang nicht entbunden (Artikel 9 Absatz 3).
Mangels anderer Erfassungssysteme ergibt sich derzeit nur aus dem Grenzkontrollstempel der genaue Tag der Einreise und der Ausreise aus dem Schengen-Raum und ob der Drittstaatsangehörige die maximal 90-tägige Aufenthaltszeit eingehalten hat.
Wird der Drittstaatsangehörige nach der Einreise in einem Schengen-Mitgliedstaat ohne Grenzkontrollstempel angetroffen, dürfen die nationalen Behörden davon ausgehen, dass die höchste zulässige Aufenthaltsdauer überschritten ist, und ihn abschieben; es sei denn, er kann durch geeignete Nachweise den Einreisezeitpunkt nachweisen (Artikel 12).
Wird bei der Ausreise eine Überschreitung der Aufenthaltszeit festgestellt, wird von den deutschen Grenzbehörden im Allgemeinen eine Strafanzeige gefertigt, weil der illegale Aufenthalt eine Straftat darstellt (§ 95 Absatz 1 Nummer 2 AufenthG).
Wer als Drittstaatsangehöriger bei visumfreier Einreise ohne Ausreisegrenzkontrollstempel ausreist – auch bei Einhaltung der Aufenthaltshöchstdauer –, kann bei der erneuten Wiedereinreise Schwierigkeiten bekommen, weil er möglicherweise nicht nachweisen kann, dass er sich nicht mehr als 90 Tage innerhalb eines Zeitraums von 180 Tagen im Schengen-Raum aufgehalten hat. Er muss dem Grenzbeamten dann auf andere Weise (z. B. durch Vorlage des Reisetickets usw.) den Ausreisezeitpunkt glaubhaft machen, da ihm sonst die Einreise verweigert werden kann.
Die Pässe freizügigkeitsberechtigter Personen werden nicht abgestempelt; es sei denn, es handelt sich um einen drittstaatsangehörigen Familienangehörigen eines Unionsbürgers, der seine Aufenthaltskarte nicht vorlegt (Artikel 11 Absatz 2).
Beispiel: Eine serbische Staatsangehörige, die mit einem Franzosen verheiratet ist und mit ihrem Ehemann in Frankfurt am Main lebt, will am Flughafen Frankfurt am Main aus den USA kommend in den Schengen-Raum einreisen. In diesem Fall muss die Serbin bei der Einreise zugleich ihre deutsche Aufenthaltskarte vorlegen, damit die Stempelung ihres Passes unterbleibt. Denn als Ehefrau eines Unionsbürgers ist sie freizügigkeitsberechtigt; dies ergibt sich jedoch nicht aus ihrer Nationalität (Drittstaatsangehörige!), sondern nur aus der Eheschließung. Erst mit der Aufenthaltskarte werden der Familienstand und der damit einhergehende Freizügigkeitsstatus nachgewiesen.
Die genauen Modalitäten der Stempelung regelt Anhang IV der Verordnung.

### Grenzüberwachung
Artikel 13 schreibt eine Grenzüberwachung außerhalb der Grenzübergangsstellen (an der sog. grünen Grenze) vor. Sie erfolgt durch stationäre und mobile Posten, auch unter Einsatz technischer Hilfsmittel. Sie soll, auch was die Kontrollzeiten angeht, so unberechenbar sein, dass das unbefugte Überschreiten das ständige Risiko birgt, entdeckt zu werden.

### Einreiseverweigerung

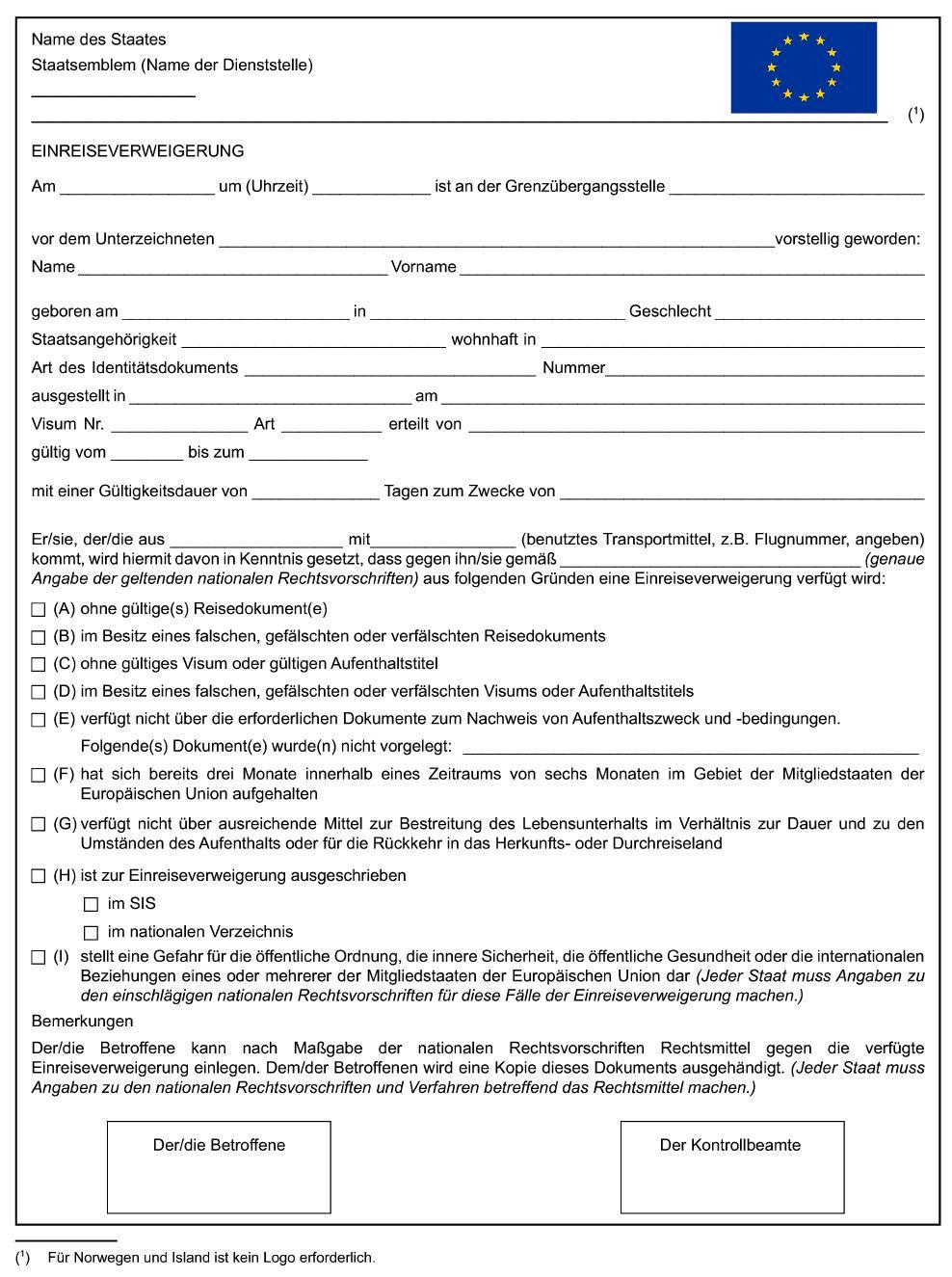
Vordruck über die Einreiseverweigerung

Artikel 14 bestimmt, dass einem Drittstaatsangehörigen, der die Voraussetzungen des Artikel 6 nicht erfüllt, die Einreise zu verweigern ist. Die Gründe hierfür sind ihm schriftlich auf einem besonderen Vordruck mitzuteilen. Hiergegen kann der Betroffene Rechtsmittel einlegen, die jedoch keine aufschiebende Wirkung haben. Wird später die Unzulässigkeit der Einreiseverweigerung festgestellt, hat der Betroffene einen Entschädigungsanspruch, der zumindest in der Annullierung der entsprechenden Vermerke im Pass besteht.
Die Modalitäten sind im Anhang V geregelt.

### Ausbildung der Grenzkontrollbeamten, Zusammenarbeit, Sonderfälle
Die Artikel 15 bis 20 verpflichten die Mitgliedstaaten zur Bereitstellung ausreichender personeller Kapazitäten an den Außengrenzen (Artikel 15). Die Grenzschutzbeamten müssen über eine qualifizierte Ausbildung und Sprachkenntnisse verfügen (Artikel 16). Unter den Mitgliedstaaten besteht die Pflicht zur Abstimmung und Zusammenarbeit. Die Mitgliedstaaten sind auch verpflichtet, mit der Europäischen Agentur für die operative Zusammenarbeit an den Außengrenzen (Frontex) zusammenzuarbeiten (Artikel 17). Artikel 18 bestimmt die näheren Einzelheiten zu den Grenzkontrollen an einer Schengen-Binnengrenze, wenn einer der beiden Staaten noch Personenkontrollen durchführt (beispielsweise im Falle von Rumänien und Bulgarien). In diesen Fällen dürfen Reisende nur ein Mal angehalten werden, um die Ein- und Ausreisekontrolle durchzuführen. Artikel 19 verweist auf den Anhang VI der Verordnung, der umfangreiche Detailregelungen zu den Modalitäten der Grenzkontrolle an den einzelnen Grenzübergängen (Straßenverkehrsübergänge, Kontrollen bei der Eisenbahn [insbesondere in Hochgeschwindigkeitszügen], im Luftverkehr [auch bei Privatflugzeugen], und an den Seegrenzen [hier besonders zu Kreuzfahrtschiffen, Vergnügungsschiffen, bei der Küstenfischerei und im Falle von Fährverbindungen]) enthält. Artikel 20 sieht Sonderregelungen für Staatsoberhäupter, Piloten, Seeleute, Diplomaten, Grenzarbeitnehmer und Minderjährige vor, deren Einzelheiten aus dem Anhang VII hervorgehen. Artikel 21 sieht die Möglichkeit der Unterstützung eines Mitgliedstaats u. a. durch das Europäische Grenzschutzteam vor, wenn an dessen Außengrenzen schwerwiegende Mängel festgestellt worden sind.

## Grenzkontrolle an den Binnengrenzen des Schengen-Raums

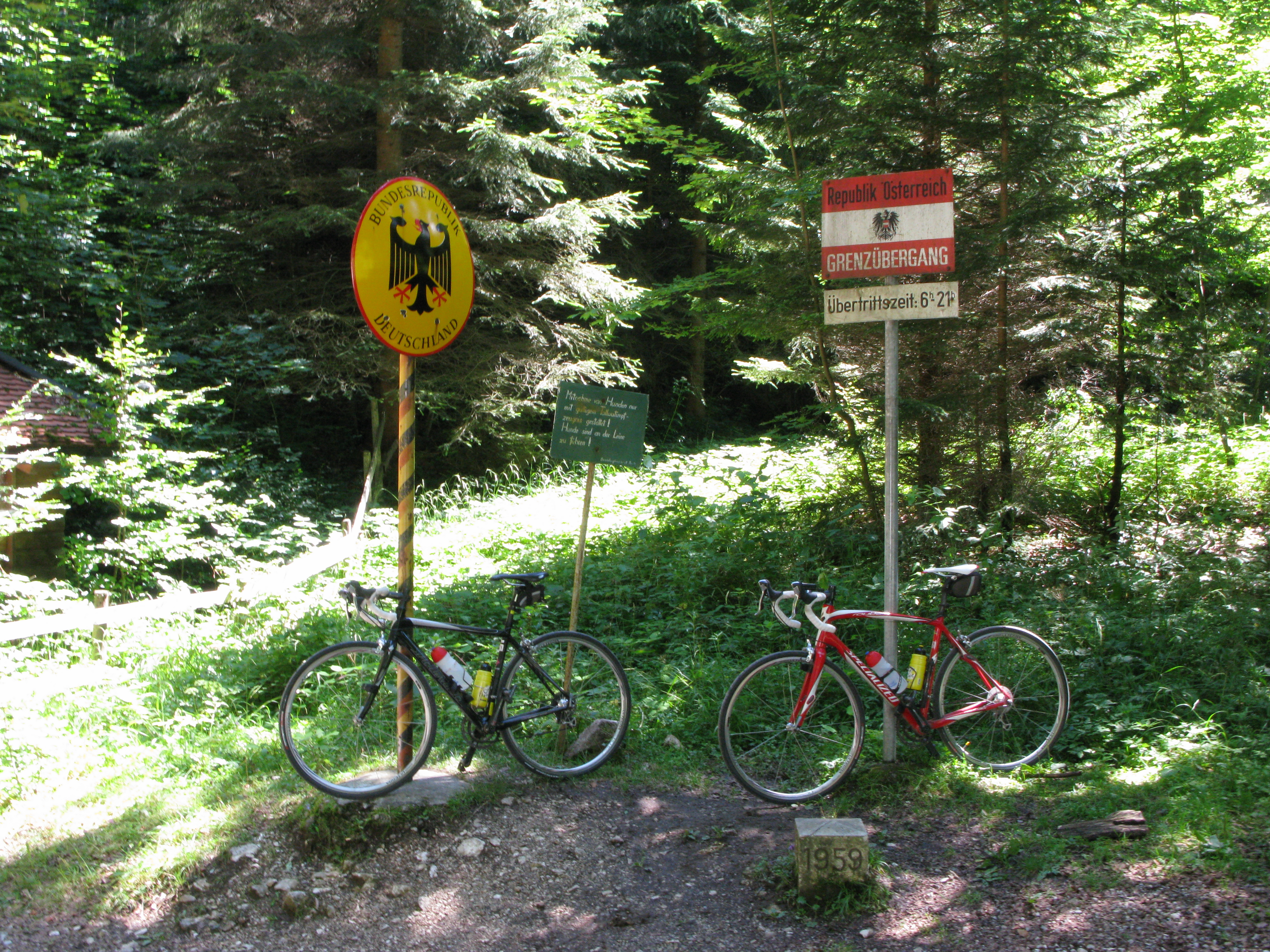
Eine Schengen-Binnengrenze zwischen Österreich und Deutschland. Die „Übertrittszeit zwischen 6 und 21 Uhr“ auf dem Zusatzschild ist gemäß Artikel 22 hinfällig, da die Binnengrenze jederzeit überschritten werden kann.

### Freies Passieren der Grenze an jeder Stelle
Im Unterschied zu den Außengrenzen, die grundsätzlich nur an den eingerichteten Grenzübergangsstellen überschritten werden dürfen (Artikel 5), dürfen die Schengen-Binnengrenzen, unabhängig von der Staatsangehörigkeit der Person, an jeder beliebigen Stelle überschritten werden (Artikel 22). Bisherige Grenzübergänge und Abfertigungsanlagen dürfen – insbesondere für den Fall einer kurzzeitigen Wiedereinführung der Kontrollen – fortbestehen, haben aber normalerweise keine praktische Bedeutung mehr. Es besteht keine Pflicht mehr, die Grenze nur an den Grenzübergängen zu überschreiten; dies kann auch an jeder anderen Stelle erfolgen. Auch zeitliche Beschränkungen („Grenzübergang geöffnet von 6 bis 21 Uhr“) sind entfallen; die Schengen-Binnengrenze kann an allen Tagen zu allen Zeiten passiert werden.

### Stichprobenkontrollen an der Binnengrenze

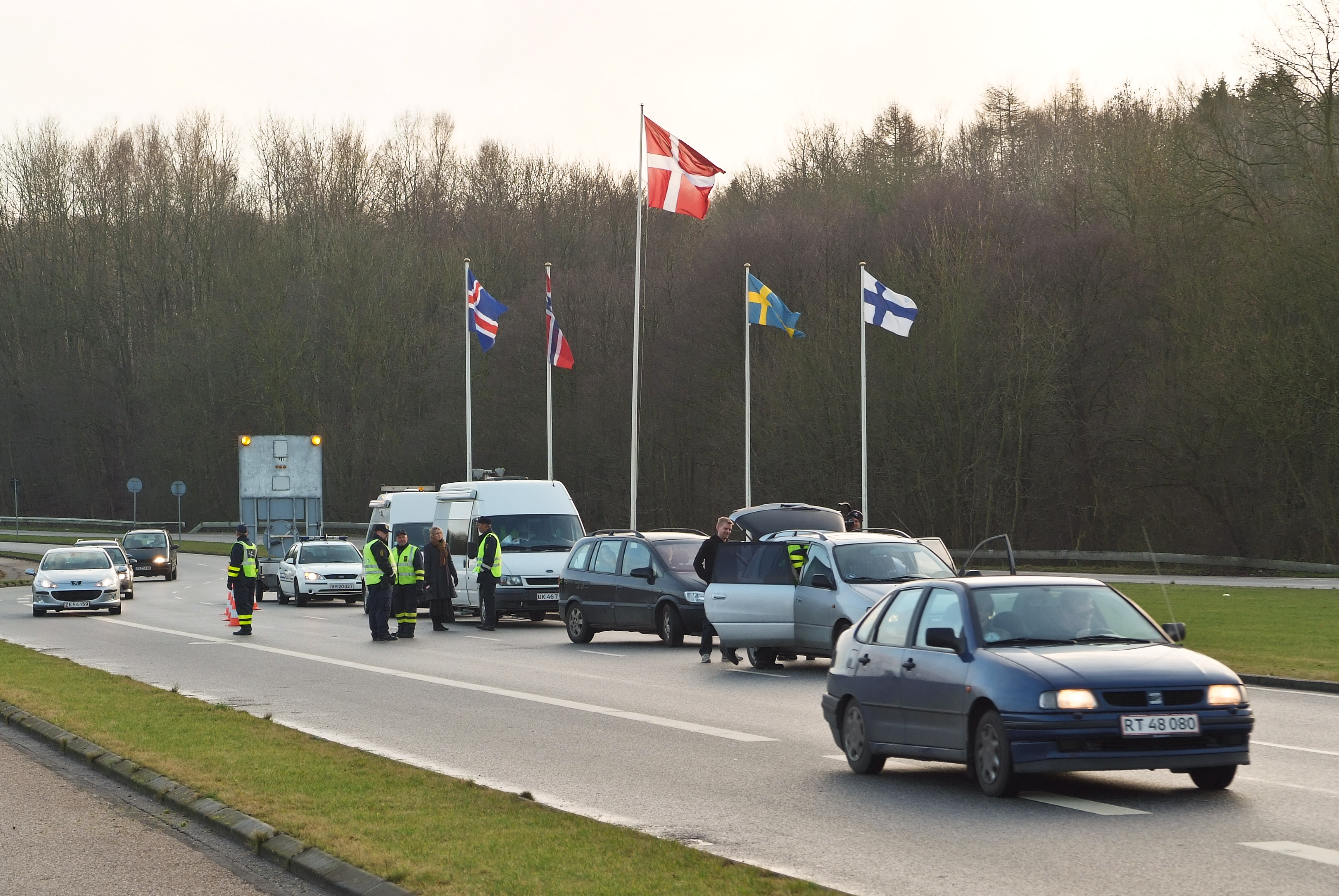
Stichprobenartige Kontrollen – hier auf der dänischen Seite der deutsch-dänischen Grenze – sind nach Artikel 23 weiterhin zulässig.

Nach Artikel 23 bedeutet der Wegfall der systematischen Grenzkontrollen nicht, dass die Mitgliedstaaten niemanden, der die Grenze überschreitet, mehr kontrollieren dürften. Solche Kontrollen dürfen aber nicht die gleiche Wirkung haben wie Grenzübertrittskontrollen.
Beruht die Kontrolle auf allgemeinen polizeilichen Informationen und Erfahrungen in Bezug auf mögliche Bedrohungen der öffentlichen Sicherheit,
- zielt sie auf die Bekämpfung der grenzüberschreitenden Kriminalität,
- ist sie nicht als systematische Personenkontrolle konzipiert und
- erfolgt sie stichprobenartig,

ist sie zulässig.

### Entfernung von Verkehrshindernissen, keine Verpflichtung zur Beseitigung der Abfertigungsanlagen

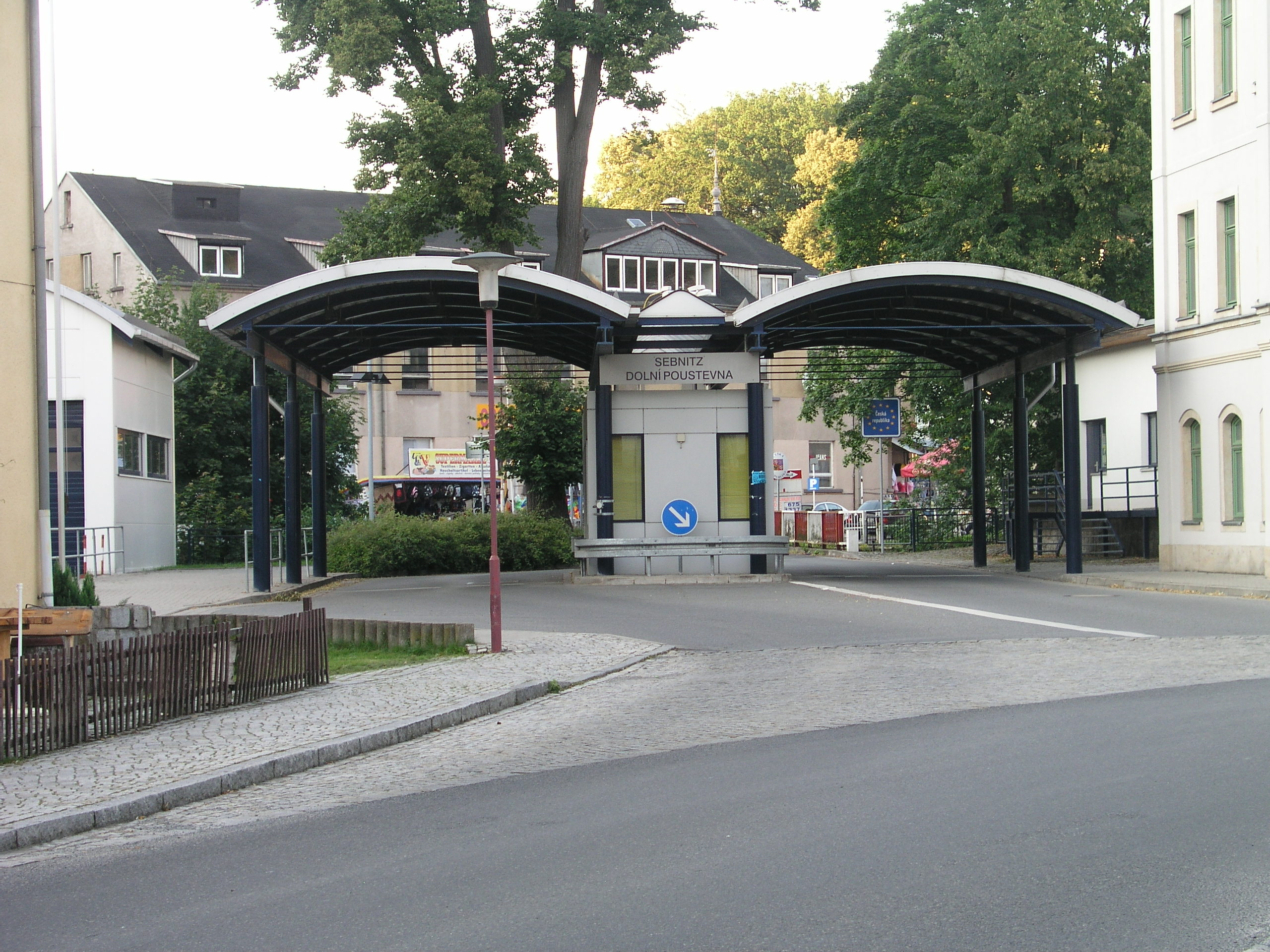
Die Grenzabfertigungsanlagen an einer Schengen-Binnengrenze (hier: zwischen Deutschland und Tschechien) sind oft nur stillgelegt und können im Bedarfsfalle reaktiviert werden (Artikel 24 bis 30).

Die Mitgliedstaaten müssen nach Artikel 24 an den Binnengrenzen alle Verkehrshindernisse für den flüssigen Verkehr beseitigen (z. B. Schleifen, die den Verkehr auf besondere Kontrollspuren ableiten), die nicht ausschließlich der Verkehrssicherheit dienen (z. B. Geschwindigkeitsbegrenzungen). Artikel 24 Unterabsatz 2 gestattet es den Mitgliedstaaten jedoch, Abfertigungsanlagen vorzuhalten, um darauf vorbereitet zu sein, dass an den Binnengrenzen kurzzeitig wieder Kontrollen eingeführt werden. Aus diesem Grunde werden vorhandene Gebäude oft nur stillgelegt, aber nicht endgültig abgerissen.

### Vorübergehende Wiedereinführung der Grenzkontrollen an einer Binnengrenze
Artikel 25 erlaubt die vorübergehende Wiedereinführung von Grenzkontrollen an den Binnengrenzen im Falle einer ernsthaften Bedrohung der öffentlichen Ordnung oder der inneren Sicherheit für höchstens 30 Tage, in Ausnahmefällen für weitere 30-Tagesabschnitte bis zu einer Höchstdauer von sechs Monaten oder – bei außergewöhnlichen Umständen Im Sinne des Artikels 29 – von zwei Jahren. Artikel 26 legt die Kriterien hierfür fest. Die Rechtsprechung des EuGH im Fall Landespolizeidirektion Steiermark konkretisiert diese Regelungen.
Ist eine solche Beeinträchtigung vorhersehbar, bedarf die beabsichtigte Wiedereinführung der vorherigen Inkenntnissetzung der anderen Mitgliedstaaten und der Kommission (Artikel 27). Ist sofortiges Handeln notwendig, kann die Wiedereinführung auch sofort und ohne vorherige Konsultationen erfolgen (Artikel 28).
Bei außergewöhnlichen Umständen, unter denen das Funktionieren des Raums ohne Kontrollen an den Binnengrenzen wegen schwerwiegender Mängel bei den Kontrollen an den Außengrenzen insgesamt gefährdet ist, soweit diese Umstände eine ernsthafte Bedrohung der öffentlichen Ordnung oder der inneren Sicherheit im Schengen-Binnenraum oder einem Teil von diesem darstellen, können die Mitgliedstaaten für sechs Monate, höchstens für zwei Jahre Kontrollen an ihren Grenzen wiedereinführen (Artikel 29 Absatz 1). Eine solche Maßnahme bedarf einer Empfehlung des Rates, der sich auf einen Vorschlag der Kommission stützt. Die Mitgliedstaaten wiederum können die Kommission ersuchen, einen solchen Vorschlag vorzulegen (Artikel 29 Absatz 2). Die Kriterien für eine Empfehlung der Kommission legt Artikel 30 fest.

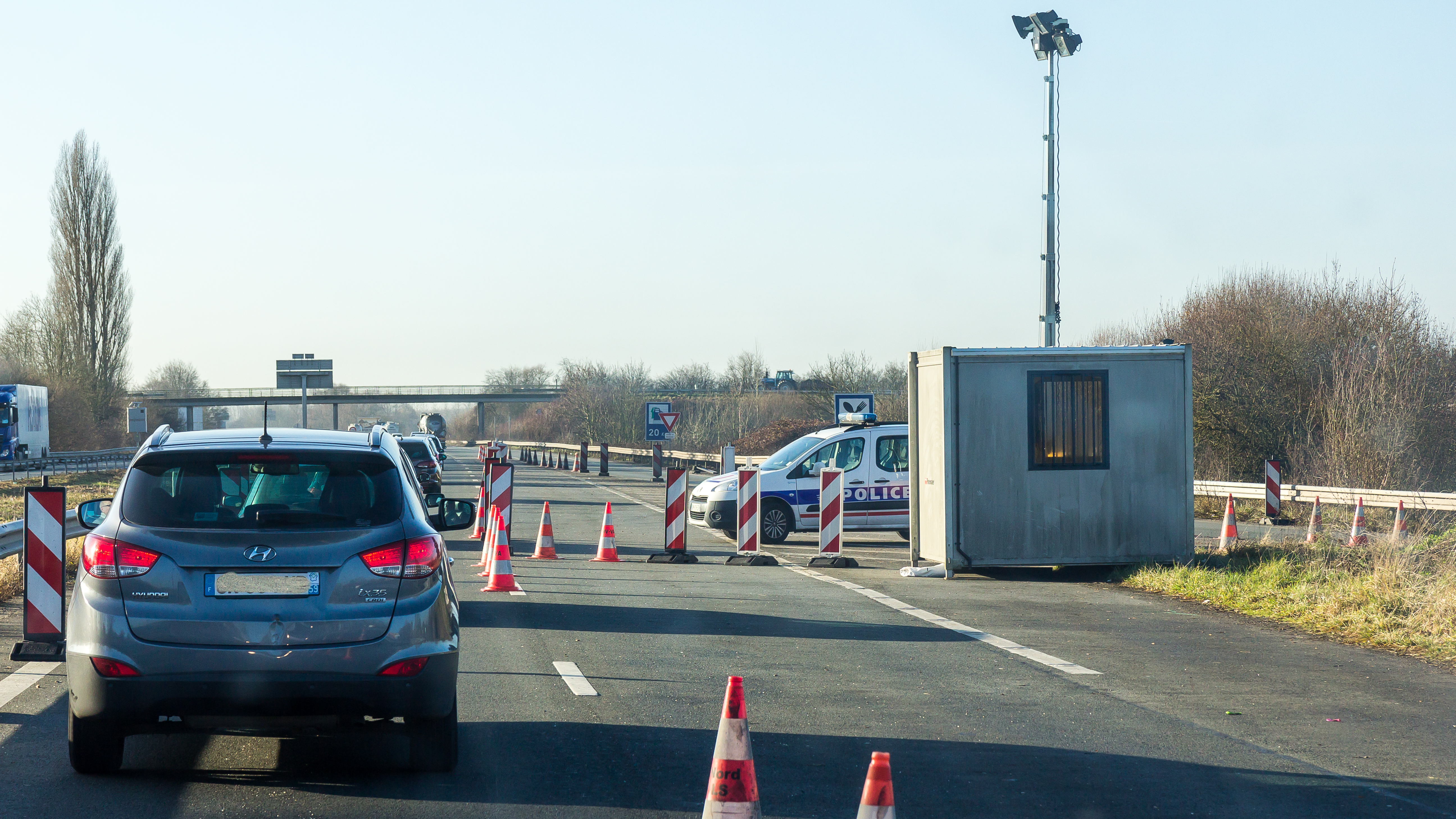
Wiedereingeführte Grenzkontrollen nach den Terroranschlägen 2015 auf der französischen Seite der französisch-belgischen Grenze an der Autobahn A7.

Zeitweise Wiedereinführungen der Grenzkontrollen sind in der Vergangenheit vor allem bei Großereignissen (durch Deutschland während der Fußball-Weltmeisterschaft 2006, durch mehrere Länder vor und während der Fußball-Europameisterschaften 2008 und 2012, durch Deutschland und Frankreich anlässlich des NATO-Doppelgipfels am 3. und 4. April 2009 in Straßburg, Baden-Baden und Kehl, durch Deutschland während des G8-Gipfels in Heiligendamm 2007) erfolgt, bei denen Ausschreitungen befürchtet wurden. Deutschland führte am 13. September 2015 Kontrollen wegen des Flüchtlingszustroms nach Deutschland an den südlichen Landesgrenzen wieder ein. An den deutschen Außengrenzen wurden vom 12. Juni bis 11. Juli 2017 Grenzkontrollen reaktiviert, um die Einreise potenzieller Gewalttäter zum G20-Gipfel in Hamburg zu verhindern. Zuletzt führte Österreich während der COVID-19-Pandemie ab 15. Mai 2020 für 6 Monate Kontrollen der Binnengrenzen zu Slowenien und Ungarn ein (BGBl. II Nr. 177/2020).
Über wieder eingeführte Grenzkontrollen sind das Europäische Parlament und der Rat zu benachrichtigen (Artikel 31).
Solange die Grenzkontrollen wieder eingeführt sind, gelten die Regeln für eine Schengen-Außengrenze entsprechend (Artikel 32). Nach Beendigung der Maßnahme muss der Mitgliedstaat dem Europäischen Parlament, dem Rat und der Kommission einen Bericht über die Wirksamkeit der Maßnahme erstatten (Artikel 33). Die Kommission ist zur Unterrichtung der Öffentlichkeit verpflichtet (Artikel 34), gegebenenfalls ist aber auch Vertraulichkeit zu wahren (Artikel 35).
Deutschland, Frankreich und weitere Länder fordern, die Maximaldauer gemäß Artikel 29 wegen Terrorgefahr von zwei auf vier Jahre zu ändern.
Am 27. September 2017 gab die EU-Kommission eine Erklärung zum Schengen-Raum und zur Migrations- und Asylpolitik ab. Deutschland, Frankreich, Österreich, Dänemark und Norwegen hatten zuvor in einem Diskussionspapier „eine gezielte Ergänzung“ des Schengener Grenzkodex gefordert.

## Schlussbestimmungen
Die Schlussbestimmungen enthalten Modalitäten zur Änderung der Anhänge der Verordnung (Artikel 36 und 37), über die Einsetzung eines Ausschusses zur Unterstützung der Kommission (Artikel 38) und über Mitteilungspflichten seitens der Mitgliedstaaten über ihre Aufenthaltstitel, Grenzübergangsstellen, Richtbeträge für den Nachweis der Lebensunterhaltssicherung, zuständigen Grenzbehörden und Muster der von den Außenministerien ausgestellten Diplomatenausweise (Artikel 39).
Artikel 40 stellt klar, dass besondere Vorschriften über den kleinen Grenzverkehr durch die Verordnung nicht berührt werden und fortbestehen. Die Sonderregelungen der zu Spanien gehörenden nordafrikanischen Städte Ceuta und Melilla bleiben ebenfalls unberührt (Artikel 41). Artikel 42 sieht Mitteilungspflichten der Mitgliedstaaten über ihre nationalen Regelungen vor. Artikel 43 führt einen Evaluierungsmechanismus ein, um die Umsetzung der Verordnung in den Mitgliedstaaten zu überprüfen. Artikel 44 hebt die Vorgängervorschrift – die Verordnung (EG) Nr. 562/2006 – auf.
Die Urfassung des Schengener Grenzkodex galt überwiegend ab dem 13. Oktober 2006, die Neufassung ist seit dem 12. April 2016 in Kraft (Artikel 45).